# Chassalia doniana
Chassalia doniana là một loài thực vật có hoa trong họ Thiến thảo. Loài này được (Benth.) G.Taylor mô tả khoa học đầu tiên năm 1944.